# Гіпотонічний розчин
Гіпотоні́чний роз́чин — розчин, осмотичний тиск якого нижчий, ніж у плазмі крові, або у клітинах тваринних та рослинних організмів.